# Улица Русова (Рига)
Улица Ру́сова (латыш. Rusova iela; ранее также улица Ру́ссова) — улица в Северном районе Риги, в Чиекуркалнсе. Пролегает от улицы Кишэзера до перекрёстка с 6-й поперечной линией, за которым продолжается как улица Стиенес. Общая длина улицы — 715 метров.
На всём протяжении покрыта асфальтом. Движение по улице двустороннее. По улице проходит маршрут автобуса № 9 (при движении из Межапарка в центр); также есть остановка «Rusova iela» на улице Кишэзера.

## История
Улица проложена в 1902 году, первоначально под названием Руссовская улица (нем. Russowstraße) — в честь Бальтазара Руссова, священника и летописца XVI века. Переименований улицы не было. Являлась северной границей исторической части Чиекуркалнса. До Второй мировой войны пролегала только от ул. Кишэзера до перекрёстка с ул. Гауяс и 4-й поперечной линией, позднее соединена с ул. Стиенес.
Современная застройка по чётной стороне улицы сложилась в 1960—1970-е годы; по нечётной стороне во второй половине XX века находились теплицы 1-го отделения совхоза «Рига». В XXI веке началась застройка нечётной стороны.

## Прилегающие улицы
Улица Русова пересекается со следующими улицами:
- улица Кишэзера
- улица Гауяс
- улица Унгура
- 4-я поперечная линия Чиекуркална
- 5-я поперечная линия Чиекуркална
- 6-я поперечная линия Чиекуркална
- улица Стиенес